# 精胺
精胺（Spermine）是存在于所有真核细胞中的一种多胺类物质。呈碱性，在生理 pH 下以多质子化的形式存在。

## 历史
荷兰科学家列文虎克（Antonie Philips van Leeuwenhoek）早在1678年就已从人的精液中得到了磷酸精胺结晶。
1888年德国化学家 Albert Ladenburg 和 Abel 首先将其称为“精胺”（德文Spermin）。 1926年英国的 Dudley 等与德国的 Wrede 等同时提出了精胺的正确化学结构。

## 生物合成
- L-鸟氨酸 → 腐胺 （EC 4.1.1.17）
- S-腺苷甲硫氨酸 → S-腺苷甲硫胺 + 二氧化碳 （EC 4.1.1.50）
- 腐胺 + S-腺苷甲硫胺 → 亚精胺 + 5'-甲硫腺苷 （EC 2.5.1.16）
- 亚精胺 + S-腺苷甲硫胺 → 精胺 + 5'-甲硫腺苷 （EC 2.5.1.22）